# Comune di Ørbæk
Il comune di Ørbæk fino al 1º gennaio 2007 è stato un comune danese situato contea di Fionia e sull'isola omonima. Il comune aveva una popolazione di 6 886 abitanti (2005) e una superficie di 138 km².
Capoluogo era la cittadina di omonima.
Dal 1º gennaio 2007, con l'entrata in vigore della riforma amministrativa, il comune è stato accorpato, insieme al comune di Ullerslev, per dare luogo al rinnovato comune di Nyborg compreso nella regione della Danimarca Meridionale (Syddanmark).